# 鎮海警察署
鎮海警察署（チネけいさつしょ）は、慶南地方警察庁所管の警察署である。

## 管轄区域
- 昌原市のうち鎮海区

## 沿革
- 1948年10月21日 - 国立警察発足により、慶南警察局鎮海警察署に改称。管轄区域は昌原郡のうち鎮海邑、上南面、熊東面、熊邑面、天加面
- 1955年9月1日 - 鎮海邑の鎮海市への昇格に伴い管轄区域が鎮海市、昌原郡のうち上南面、熊東面、熊川面、天加面となる。
- 1973年7月1日 - 鎮海市が昌原郡熊川面を編入、馬山市が昌原郡上南面を編入したことに伴い管轄区域が鎮海市と昌原郡のうち熊東面、天加面となる。
- 1980年4月1日 - 昌原郡が義昌郡に変更されたのに伴い、管轄区域が鎮海市と義昌郡のうち熊東面、天加面となる。
- 1983年2月15日 - 義昌郡熊東面が鎮海市に編入されたことに伴い、管轄区域が鎮海市と義昌郡のうち天加面となる。
- 1989年1月1日 - 義昌郡天加面が釜山直轄市江西区に編入されたことに伴い、管轄区域が鎮海市になる。
- 2010年7月1日 - 鎮海市が昌原市鎮海区になったのに伴い、管轄区域が昌原市のうち鎮海区となる。

## 管轄派出所
- 徳山派出所
- 龍院派出所
- 忠武派出所
- 慶和派出所
- 熊東派出所

## 管轄治安センター
- 余佐治安センター
- 熊川治安センター